# Fusulina
Fusulina är ett fossilt släkte av Foraminiferer, som levde under karbon- och permperioderna.
Det spolformiga eller cylindriska, kamrade skalet skalet bildas av ett kring längdaxeln hoprullat kalkblad. I allmänhet är arterna 3-5 millimeter långa, men vissa uppnådde en längd av 10-15 millimeter. De uppträder ofta bergartsbildande i den så kallade Fusulinakalken. Fusulina betecknar det första maximum i foraminiferernas uppträdande.